# Jennifer Fry
Jennifer Fry (* 24. März 1989 in Pretoria) ist eine südafrikanische Badmintonspielerin.

## Karriere
Jennifer Fry belegte bei den South Africa International 2010, den South Africa International 2012, den Mauritius International 2013, den Botswana International 2013 und den South Africa International 2014 Rang drei. Zweite wurde sie bei den Lagos International 2014 und den Mauritius International 2014. 2014 startete sie bei den Commonwealth Games. Bei den Badminton-Afrikameisterschaften gewann sie 2013 und 2014 Gold mit dem südafrikanischen Team.